# Каньотиньо (футболист)
Милтон Жуа́н де Медейрос (порт.-браз. Milton João de Medeiros; 15 июля 1924, Сан-Паулу — 28 июля 2008, Сан-Паулу), более известный под именем Каньотиньо (порт.-браз. Canhotinho) — бразильский футболист, левый нападающий.

## Карьера
Каньотиньо — воспитанник клуба «Палмейрас». Он дебютировал в составе команды 22 июня 1943 года в матче с «Сан-Кристованом» (1:0). 29 августа того же года он забил первый мяч за клуб, поразив ворота «Португезы». В следующем сезоне Каньотиньо отпраздновал победу в чемпионате штата, а всего трижды выиграл с «Палмейрасом» этот турнир. Также он выиграл Кубок Рио и Турнир Рио-Сан-Паулу. Всего за 10 лет в команде игрок провёл 264 матча (152 побед , 51 ничья и 61 поражение) и забил 78 голов. Последней встречей в футболке «Вердана» сал матч, прошедший 3 мая 1953 года с клубом «Сантос», в котором команда Каньотиньо проиграла 1:2. Затем он провёл несколько матчей за клуб «Португеза Сантиста», после чего уехал во Францию, где играл за «Расинг», за который провёл 9 матчей и забил 1 гол.
В 2004 году он перенёс инсульт. А в июле 2008 года, по словам его сына Марсело, он заболел пневмонией, был доставлен в больницу Нова де Жулью, где 28 числа скончался.

## Международная статистика
| Матчи Каньотиньо за сборную Бразилии | Матчи Каньотиньо за сборную Бразилии | Матчи Каньотиньо за сборную Бразилии | Матчи Каньотиньо за сборную Бразилии | Матчи Каньотиньо за сборную Бразилии | Матчи Каньотиньо за сборную Бразилии | Матчи Каньотиньо за сборную Бразилии |
| ------------------------------------ | ------------------------------------ | ------------------------------------ | ------------------------------------ | ------------------------------------ | ------------------------------------ | ------------------------------------ |
| №                                    | Дата                                 | Место проведения                     | Оппонент                             | Счёт                                 | Голы                                 | Турнир                               |
| 1                                    | 4 апреля 1948                        | Монтевидео                           | Уругвай                              | 1:1                                  | —                                    | Кубок Рио-Бранко                     |
| 2                                    | 11 апреля 1948                       | Монтевидео                           | Уругвай                              | 2:4                                  | 1                                    | Кубок Рио-Бранко                     |
| 3                                    | 17 апреля 1949                       | Сан-Паулу                            | Колумбия                             | 5:0                                  | 1                                    | Чемпионат Южной Америки              |

## Достижения
- Чемпион штата Сан-Паулу: 1944, 1947, 1950
- Обладатель Кубка Рио-Бранко: 1947
- Чемпион Южной Америки: 1949
- Победитель Кубка Рио: 1951
- Победитель турнира Рио-Сан-Паулу: 1951